# Рейнский тоннель (Дюссельдорф)
Рейнский тоннель (нем. Rheinufertunnel) — автомобильный тоннель вдоль правого берега Рейна в центральной части города Дюссельдорф — столицы федеральной земли Северный Рейн-Вестфалия.
Тоннель проходит под территорией трёх административных районов Дюссельдорфа — Альтштадт, Карлштадт (Округ 01) и Унтербильк, Бильк (Округ 03).

## История
В ходе восстановления Дюссельдорфа после второй мировой войны по-новому организуется городское автомобильное движение и по берегу Рейна прокладывается часть федеральной автомагистрали B1. Таким образом, пешеходная зона вдоль Рейна, существовавшая с начала XX века, исчезает.

В 1980-е годы интенсивное автомобильное движение по автомагистрали B1 (ежедневно по набережной проезжало около 60 000 автомобилей) привело к осознанию необходимости тоннеля. 17 декабря 1987 года городской совет принимает принципиальное решение о строительстве и 15 марта 1990 года начинаются работы по выемке грунта. Работы по проектированию и строительство выполняла компания «Schüßler-Plan Ingenieurgesellschaft mbH» совместно с «Heilit-Wörner Bau AG» и «Philipp Holzmann AG»

Тоннель длиной почти 2 км был открыт 15 декабря 1993 года. Освободившееся от автомобильного движения пространство позволило по-новому оформить Рейнскую набережную, вновь организовав променад вдоль Рейна.

С октября 2009 года функционирует система контроля движения с помощью камер видеонаблюдения.

 В бывшем технологическом тоннеле под набережной Маннесманн, который изначально использовался в качестве служебного во время строительства Рейнского тоннеля, размещается выставочный зал, который так и называется«Искусство в тоннеле».

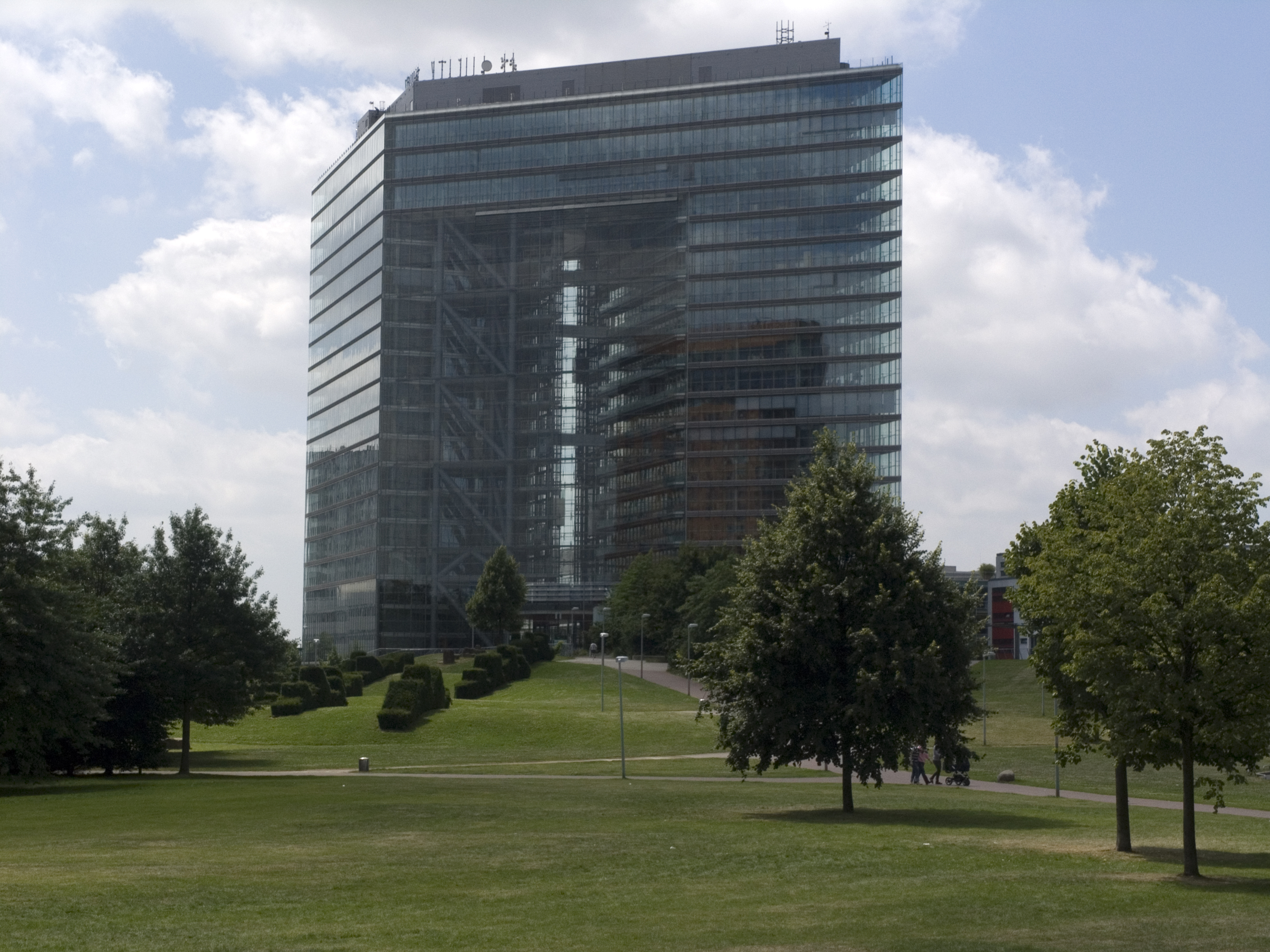
«Городские ворота» — главный южный въезд в тоннель

## Въезды/выезды из тоннеля
Рейнский тоннель имеет следующие въезды/выезды:
- Дюссельдорф-Бильк — главный южный въезд. Находится в здании «Городские ворота»
- Унтербильк
- Гавань
- Ландтаг / Rheinturm
- Мост Rheinkniebrucke
- Альтштадт
- Набережная Йозефа Бойюса — главный северный въезд

## Технические данные[6]
- Длина — 1 931 м
- Общая длина с ответвлениями — 2 600 м
- Количество стволов — 2
- Расход бетона — 235 000 м³
- Расход стали — 22 000 т
- Количество вентиляционных установок — 72
- Суммарная длина кабелей — 120 км
- Количество светильников — 1657
- Количество камер видеонаблюдения — 53
- Стоимость строительства — 570 000 000 марок